# Cnestis glabra
Cnestis glabra är en tvåhjärtbladig växtart som beskrevs av Jean-Baptiste de Lamarck. Cnestis glabra ingår i släktet Cnestis och familjen Connaraceae. Inga underarter finns listade i Catalogue of Life.